# برج پرایم
برج پرایم (انگلیسی: Prime Tower) آسمان‌خراشی در زوریخ سوئیس است. این ساختمان با ارتفاع ۱۲۶ متر بلندترین آسمان‌خراش در سوئیس است.